# ㄸ
ㄸ是朝鲜语谚文中的一个辅音字母，由两个ㄷ复合而成。该字母在韩国被称为쌍디귿，在朝鲜被称为된디읃。
ㄸ作初声时读作清软颚塞音的硬音/ˀt/。作终声时，理论上读作无声除阻的/t ̚/，与ㄷ的终声发音相同；但实际上没有将该字母作为终声的单词。
在馬-賴轉寫中，初声转写为tt，作终声时不表记；在文观部式中，作初声时转写为tt，作终声时不表记。

## 字符编码
| 種類                | 種類         | 用途 | Unicode | HTML     |
| ------------------- | ------------ | ---- | ------- | -------- |
| 諺文相容字母        | 諺文相容字母 | ㄸ   | U+3138  | &#12600; |
| 諺文字母 應用       | 初聲         |      | U+1104  | &#4356;  |
| 諺文字母 應用       | 終聲         |      | U+D7CD  | &#55245; |
| 漢陽私人 使用區應用 | 初聲         |      | U+F792  | &#63378; |
| 漢陽私人 使用區應用 | 終聲         |      | U+F882  | &#63618; |
| 半形字母            | 半形字母     | ﾨ    | U+FFA8  | &#65448; |